# Strictly Come Dancing (Verenigd Koninkrijk)
Strictly Come Dancing is een Britse danswedstrijd op televisie, die op 15 mei 2004 in première ging op BBC One. De titel van het programma is een voortzetting van de langlopende Britse serie Come Dancing. Het format is geëxporteerd naar 60 andere landen onder de titel Dancing with the Stars. Het Guinness Book of Records noemde Strictly Come Dancing in 2010 's werelds meest succesvolle reality-tv-format.

## Format
Het programma koppelt beroemdheden aan professionele dansers. Elk paar strijdt tegen de anderen, in voornamelijk ballroom- en Latijns-Amerikaanse dansen, om jurypunten en stemmen van het publiek. Via televoting stemmen kijkers op wie ze in de volgende ronde willen hebben, waarbij deze resultaten worden gecombineerd met de rangschikking van de juryleden. Het paar dat het laagste gecombineerde aantal jurypunten en stemmen van het publiek krijgt, moet de wedstrijd verlaten totdat alleen het winnend danspaar overblijft.

## Presentatie
De eerste 11 seizoenen werden gepresenteerd door Bruce Forsyth en Tess Daly. In seizoen 8 tot 11 presenteerde Forsyth alleen de danscompetitie en werd hij voor de resultatenshow vervangen door Claudia Winkleman, waarbij Daly Forsyths rol als hoofdpresentator op zich nam en Winkleman Daly's rol als co-presentatrice. In 2014 kondigde Forsyth zijn vertrek aan, waarna Winkleman vanaf serie 12 fulltime co-presentatrice werd. 

## Juryleden
De jury bestond aanvankelijk uit Len Goodman, Bruno Tonioli, Arlene Phillips en Craig Revel Horwood. Alesha Dixon nam Phillips' plaats in van seizoen 7 tot 9, waarna ze het programma verliet om in de jury van Britain's Got Talent te zetelen, wat ertoe leidde dat ballerina op rust Darcey Bussell haar verving. Goodman verliet de serie na seizoen 14 en werd vervangen door Shirley Ballas. Bussell werd in seizoen 17 als jurylid vervangen door Motsi Mabuse. Tonioli pendelde tot en met seizoen 17 wekelijks tussen Los Angeles en Londen om zowel de Amerikaanse als de Britse versie van de show tegelijkertijd te jureren, maar vanwege de uitbraak van COVID-19 was dat plots niet meer mogelijk. Voor het seizoen van 2020 werd hij niet vervangen, maar vanaf 2021 werd zijn plaats in de jury definitief ingenomen door professioneel danser Anton Du Beke. De huidige jury bestaat uit Craig Revel Horwood, Motsi Mabuse, Shirley Ballas en Anton Du Beke, waarmee Horwood het enige jurylid is dat sinds het begin bij het programma is gebleven. 

## Dansers
Elk seizoen worden beroemdheden gekoppeld aan professionele danspartners die hen verschillende dansstijlen aanleren, hun choreografie ontwerpen en elke week samen met hen optreden tijdens de danswedstrijd.
Huidige en voormalige professionals
- Brendan Cole
- Anton Du Beke
- Hanna Karttunen
- Kylie Jones
- Paul Killick
- John Byrnes
- Camilla Dallerup
- Erin Boag
- Nicole Cutler
- Hazel Newberry
- Ian Waite
- Lilia Kopylova
- Darren Bennett
- Matthew Cutler
- Hanna Haarala
- Andrew Cuerden
- Karen Hardy
- Izabela Hannah
- Flavia Cacace
- Ola Jordan
- Vincent Simone
- James Jordan
- Hayley Holt
- Kristina Rihanoff
- Brian Fortuna
- Aliona Vilani
- Katya Virshilas
- Natalie Lowe
- Robin Windsor
- Jared Murillo
- Artem Chigvintsev
- Pasha Kovalev
- Karen Hauer
- Iveta Lukošiūtė
- Kevin Clifton
- Janette Manrara
- Anya Garnis
- Aljaž Škorjanec
- Joanne Clifton
- Trent Whiddon
- Tristan MacManus
- Oti Mabuse
- Gleb Savchenko
- Giovanni Pernice
- Oksana Platero
- Gorka Márquez
- Katya Jones
- AJ Pritchard
- Amy Dowden
- Nadiya Bychkova
- Dianne Buswell
- Graziano Di Prima
- Neil Jones
- Johannes Radebe
- Luba Mushtuk
- Nikita Kuzmin
- Nancy Xu
- Kai Widdrington
- Carlos Gu
- Jowita Przystał
- Vito Coppola
- Lauren Oakley
- Michelle Tsiakkas

## Seizoensoverzicht
| Seizoen | Aantal  | Aantal | Uitzending                    | Finalisten                            | Finalisten                                                                                          |
| Seizoen | Koppels | Afl.   | Uitzending                    | Winnaar                               | Erepodium                                                                                           |
| ------- | ------- | ------ | ----------------------------- | ------------------------------------- | --------------------------------------------------------------------------------------------------- |
| 1       | 8       | 9      | 15 mei-3 juli 2004            | Natasha Kaplinsky en Brendan Cole     | Christopher Parker en Hanna Karttunen                                                               |
| 2       | 10      | 16     | 23 oktober-11 december 2004   | Jill Halfpenny en Darren Bennett      | Denise Lewis en Ian Waite                                                                           |
| 3       | 12      | 20     | 15 oktober-17 december 2005   | Darren Gough en Lilia Kopylova        | Colin Jackson en Erin Boag                                                                          |
| 4       | 14      | 24     | 7 oktober-23 december 2006    | Mark Ramprakash en Karen Hardy        | Matt Dawson en Lilia Kopylova                                                                       |
| 5       | 14      | 24     | 6 oktober-22 december 2007    | Alesha Dixon en Matthew Cutler        | Matt Di Angelo en Flavia Cacace                                                                     |
| 6       | 16      | 28     | 20 september-20 december 2008 | Tom Chambers en Camilla Dallerup      | Rachel Stevens en Vincent Simone                                                                    |
| 7       | 16      | 19     | 18 september-19 december 2009 | Chris Hollins en Ola Jordan           | Ricky Whittle en Natalie Lowe                                                                       |
| 8       | 14      | 26     | 1 oktober-18 december 2010    | Kara Tointon en Artem Chigvintsev     | Matt Baker en Aliona Vilani                                                                         |
| 9       | 14      | 25     | 30 september-17 december 2011 | Harry Judd en Aliona Vilani           | Chelsee Healey en Pasha Kovalev                                                                     |
| 10      | 14      | 25     | 5 oktober-22 december 2012    | Louis Smith en Flavia Cacace          | Denise van Outen en James Jordan Kimberley Walsh en Pasha Kovalev                                   |
| 11      | 15      | 27     | 27 september-21 december 2013 | Abbey Clancy en Aljaž Škorjanec       | Natalie Gumede en Artem Chigvintsev Susanna Reid en Kevin Clifton                                   |
| 12      | 15      | 27     | 26 september-20 december 2014 | Caroline Flack en Pasha Kovalev       | Frankie Bridge en Kevin Clifton Simon Webbe en Kristina Rihanoff                                    |
| 13      | 15      | 27     | 25 september-19 december 2015 | Jay McGuiness en Aliona Vilani        | Georgia May Foote en Giovanni Pernice Kellie Bright en Kevin Clifton                                |
| 14      | 15      | 26     | 23 september-17 december 2016 | Ore Oduba en Joanne Clifton           | Danny Mac en Oti Mabuse Louise Redknapp en Kevin Clifton                                            |
| 15      | 15      | 25     | 23 september-16 december 2017 | Joe McFadden en Katya Jones           | Alexandra Burke en Gorka Márquez Debbie McGee en Giovanni Pernice Gemma Atkinson en Aljaž Škorjanec |
| 16      | 15      | 25     | 22 september-15 december 2018 | Stacey Dooley en Kevin Clifton        | Ashley Roberts en Pasha Kovalev Faye Tozer en Giovanni Pernice Joe Sugg en Dianne Buswell           |
| 17      | 15      | 25     | 21 september-14 december 2019 | Kelvin Fletcher en Oti Mabuse         | Emma Barton en Anton Du Beke Karim Zeroual en Amy Dowden                                            |
| 18      | 12      | 17     | 24 oktober-19 december 2020   | Bill Bailey en Oti Mabuse             | HRVY en Janette Manrara Jamie Laing en Karen Hauer Maisie Smith en Gorka Márquez                    |
| 19      | 15      | 25     | 25 september-18 december 2021 | Rose Ayling-Ellis en Giovanni Pernice | John Whaite en Johannes Radebe                                                                      |
| 20      | 15      | 25     | 24 september-17 december 2022 | Hamza Yassin en Jowita Przystał       | Fleur East en Vito Coppola Helen Skelton en Gorka Márquez Molly Rainford en Carlos Gu               |
| 21      | 15      | 25     | 23 september-16 december 2023 | Ellie Leach en Vito Coppola           | Bobby Brazier en Dianne Buswell Layton Williams en Nikita Kuzmin                                    |
| 22      | 15      | 25     | 21 september-14 december 2024 | Chris McCausland en Dianne Buswell    | Sarah Hadland en Vito Coppola JB Gill en Lauren Oakley Tasha Ghouri en Aljaž Škorjanec              |

## Trivia
- De opbrengst van de televoting werd in seizoen 1 tot 8 aan goede doelen geschonken.
- Naast de reguliere serie zijn er ook 18 kerstspecials en 19 specials voor het goede doel gemaakt.